# Скляров Юрій Олександрович
Юрій Олександрович Скляров (8 лютого 1925, місто Курськ, тепер Російська Федерація — 3 серпня 2013, місто Москва) — радянський державний діяч, завідувач відділу пропаганди ЦК КПРС, шеф-редактор журналу «Проблемы мира и социализма», секретар Харківського обкому КПУ. Кандидат у члени ЦК КПРС у 1981—1989 роках. Депутат Верховної Ради СРСР 11-го скликання. Кандидат історичних наук (1955), доцент (1964).

## Життєпис
Народився в родині службовця. З 1941 року перебував у евакуації. До лютого 1943 року — учень 10-го класу середньої школи в Алма-Атинській області Казахської РСР.
У 1943—1945 роках — у Червоній армії. З лютого по жовтень 1943 року — курсант Гомельського військового піхотного училища, яке дислокувалося в Туркменській РСР. З жовтня 1943 року — зарядник гармати 746-го окремого винищувально-протитанкового артилерійського дивізіону 25-го танкового корпусу, учасник німецько-радянської війни. Деякий час лікувався в польовому госпіталі. З квітня 1944 року — навідник 1-ї батареї, командир гармати 297-го окремого винищувально-протитанкового артилерійського Тернопільського дивізіону 322-ї Червонопрапорної Житомирської стрілецької дивізії 60-ї армії 1-го Українського фронту. Демобілізувався з армії в листопаді 1945 року.
Член ВКП(б) з 1944 року.
У 1945—1946 роках — учень 10-го класу Новотаволжанської середньої школи Курської області. Закінчив школу, отримав атестат зрілості і золоту медаль.
У 1946—1951 роках — студент історичного факультету Харківського державного університету імені Горького.
У 1951—1955 роках — аспірант, викладач, доцент кафедри марксизму-ленінізму Харківського державного університету імені Горького.
У 1955—1963 роках — лектор Харківського міського комітету КПУ; керівник лекторської групи Харківського обласного комітету КПУ.
У 1963—1964 роках — доцент кафедри історії КПРС, завідувач кафедри наукового комунізму Харківського державного університету імені Горького.
14 грудня 1964 — січень 1970 року — секретар Харківського обласного комітету КПУ з пропаганди.
У жовтні 1969 — травні 1976 року — заступник завідувача відділу пропаганди ЦК КПРС.
У травні 1976 — травні 1982 року — 1-й заступник головного редактора газети «Правда».
У травні 1982 — липні 1986 року — шеф-редактор журналу «Проблемы мира и социализма».
У липні 1986 — листопаді 1988 року — завідувач відділу пропаганди ЦК КПРС.
З листопада 1988 року — персональний пенсіонер союзного значення в місті Москві.
Помер 3 серпня 2013 року. Похований на Троєкуровському цвинтарі Москви.

## Звання
- старший лейтенант

## Нагороди
- орден Леніна
- орден Жовтневої Революції
- три ордени Трудового Червоного Прапора
- орден Червоного Прапора (22.07.1944)
- орден Вітчизняної війни ІІ ст. (6.04.1985)
- орден Слави ІІІ ст. (20.02.1945)
- медалі